# (37748) 1997 AF2
1997 AF2 (asteroide 37748) é um asteroide da cintura principal. Possui uma excentricidade de 0.15518440 e uma inclinação de 10.23415º.
Este asteroide foi descoberto no dia 3 de janeiro de 1997 por Takao Kobayashi em Oizumi.